# يوفيك
يوفيك (بالنرويجية: Gjøvik) هي بلدة تقع في أوبلان في النرويج.[بحاجة لمصدر] يُقدّر عدد سكانها بـ 30,063 نسمة ومساحتها 672 كم2. اشتهرت بصناعة الأواني الزجاجية.

## المدن التوأمة
مدن راوما (فنلندا)، ألفتينس (أيسلندا)، غافلا (السويد)، ناستفد (الدنمارك)، وستوتون (الولايات المتحدة) هي مدن توأمة لـيوفيك.

## أعلام
- مايا ياكوبسن
- لودفيغ فريدريك بروك
- إيلين أندريا وانغ
- غرو هاميرسينج إدين
- سفير سورسدال
- روبن غابريلسين